# Píšťalka

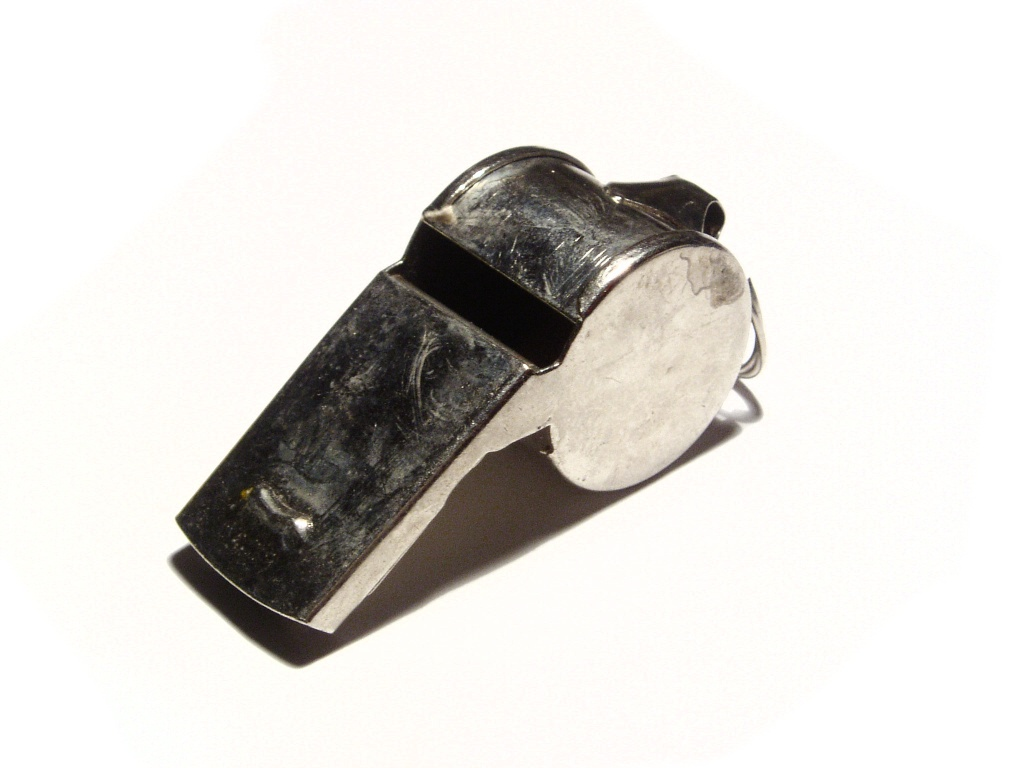
Kovová píšťalka z plechu

Píšťalka (neboli malá píšťala) je speciální akustické zařízení určené pro vydávání intenzivního zvuku o vyšších frekvencích pomocí vyfukování vzduchu z lidských plic. Může sloužit jako dětská hračka, speciální hudební nástroj, signalizační zařízení, sportovní náčiní, pomůcka pro výcvik zvířat apod.

## Použití

### Lední hokej
V ledním hokeji píšťalka slouží pro potřeby rozhodčího přerušovat hru. Ve vyšších soutěžích v Česku se používá převážně výrobek anglické firmy The Acme Thunderer, v licenci vyráběný též ve Finsku, buď bakelitový, nebo kovový. Kovové píšťalky nyní převládají, mají nejintenzívnější hvizd s výrazně odlišnou barvou od případných píšťalek mezi diváky. Píšťalka Thunderer má na zadní části pevně vbudovaný oválek s otvorem pro dva prsty, nepoužívá se tedy k připevnění na ruku řemínkem. Píšťalka byla používaná od počátku českého ledního hokeje podle vzoru jiných sportovních her. V Kanadě při utkáních pod širým nebem za velkých mrazů kovové píšťalky přimrzaly ke rtům, proto rozhodčí Fred C. Waghorne používal na počátku 20. století uzpůsobených kravských zvonců.

### Práce s mládeží, pobyt a hry v přírodě
Nejen ve skautské a junácké praxi, ale obecně v tábornické a při práci s dětmi a mládeží, se píšťalka používá, mimo jiné, kupříkladu pro nácvik morseovy abecedy, svolávání osob k nástupu, k signalizaci při hrách i pobytu v přírodě apod. Jsou zde často pro tyto účely používány speciální vícehlasé (dvou, tří i čtyřhlasé) píšťalky.